# سیارک ۲۰۴۵۰
سیارک ۲۰۴۵۰ (به انگلیسی: 20450 Marymohammed، نامگذاری:1999JJ111) بیست هزار و چهارصد و پنجاهمین سیارک کشف شده‌است که در ۱۳ مه ۱۹۹۹ کشف شد.
قدر مطلق سیارک برابر ۱۱.۲ است.